# Arretium

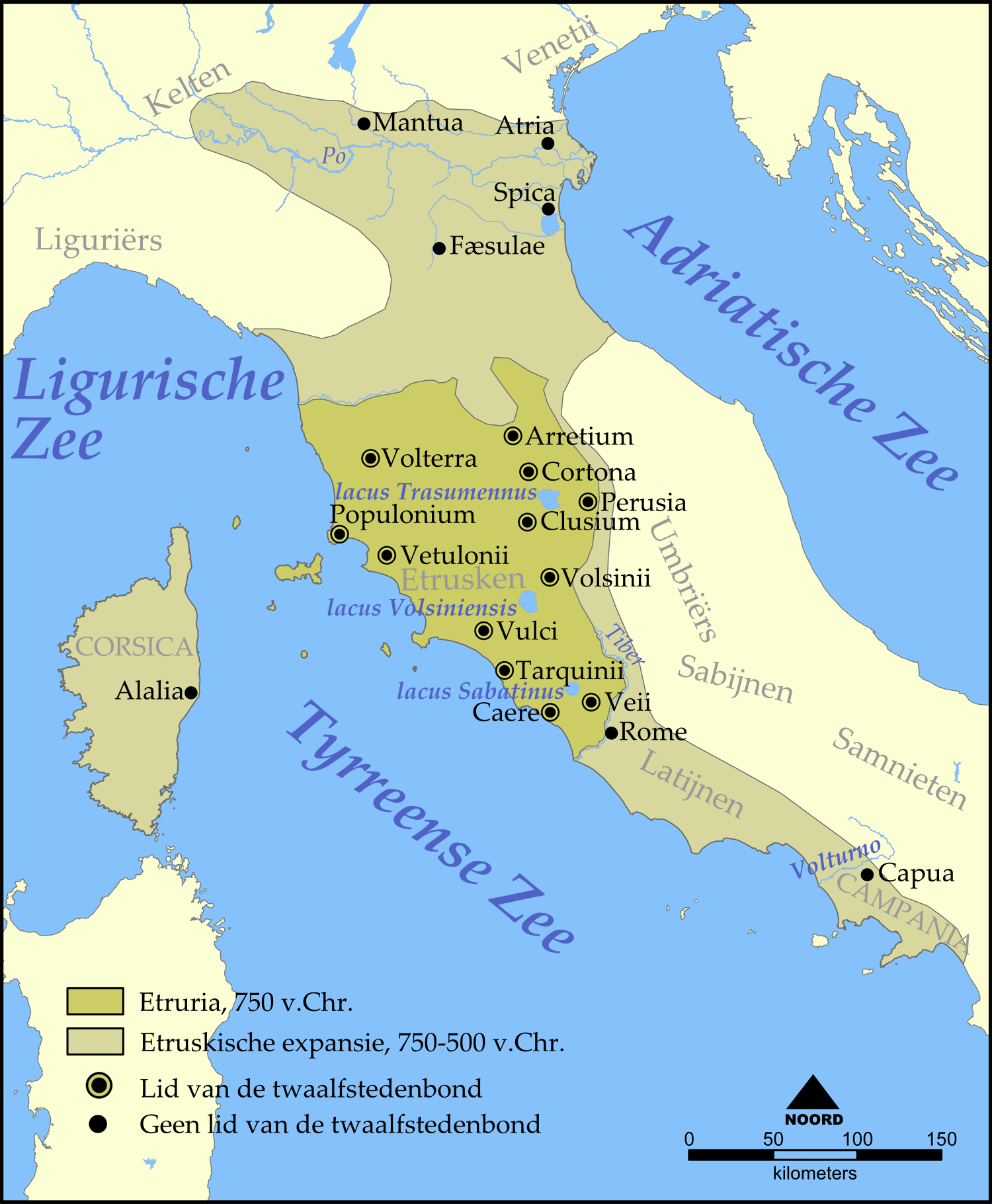
Etrurië en de Etruskische expansie (750-500 v.Chr.).

Arretium, thans Arezzo, een van de leden van de Etruskische Twaalfstedenbond.
De stad was aan de voet van de Apennijnen gelegen, nabij de bronnen van de Tiber en de Arne, in een vruchtbare streek. De stad bloeide door industrie en was beroemd door haar wapenwerkplaatsen en vooral sinds de 1e eeuw v.Chr. voor haar vazen, uit fijne, rode porseleinaarde gebakken en met figuren en relief versierd. Deze vazen werden niet op de schijf gedraaid, maar in vormen geperst.